# Johann Urban
Johann Urban (11. února 1823 Praha – 22. února 1893 Praha) byl rakouský úředník a politik německé národnosti z Čech, poslanec Českého zemského sněmu.

## Biografie
Pocházel z rodiny známého pražského pivovarníka. Navštěvoval malostranské gymnázium. Studoval filozofii a práva na Karlo-Ferdinandově univerzitě. Dne 9. srpna 1850 získal titul doktora práv. Roku 1845 nastoupil na praxi k finančnímu úřadu. V roce 1850 se stal konceptním adjunktem u zemské vlády v Praze, ale ještě téhož roku nastoupil na pražský magistrát a od roku 1851 byl trvale zaměstnán ve službách pražské obce. Do roku 1854 byl tajemníkem pražského primátora Václava Vaňky, pak tajemníkem hospodářského odboru. Od roku 1858 působil jako pražský magistrátní rada a vedoucí hospodářského odboru. V této funkci setrval do roku 1864. Následně až do svého penzionování roku 1873 vedl stavební odbor. Byl čestným setníkem pražských ostrostřelců. Byl členem spolku Verein für Geschichte der Deutschen in Böhmen. V roce 1866 mu byl udělen Zlatý záslužný kříž.
V 70. letech se zapojil i do vysoké politiky. V zemských volbách v roce 1878 byl zvolen na Český zemský sněm, kde zastupoval kurii městskou, obvod Praha-Malá Strana. Patřil k tzv. Ústavní straně, liberálně a centralisticky orientovaná, odmítající federalistické aspirace neněmeckých etnik. Byl náhradníkem zemského výboru.
Zemřel v únoru 1893 po několikaleté nemoci.